# محمد عبد المطلب
محمد عبد المطلب عبد العزيز الأحمر، (ولد 13 أغسطس 1910 في شبراخيت بمحافظة البحيرة. - توفي 21 أغسطس 1980) مطرب مصري معروف فنياً وشعبياً باسم عبد المطلب حفظ القرآن واستمع إلى الأسطوانات في قهاوي البلدة، طلب شقيقه من دواد حسني أن يضمه المذهبجية في تخته، غنى في مسرح بديعة 1932 عينه محمد عبد الوهاب «كورسي» في فرقته أحب غناء المواويل، ولحن له محمود الشريف «بتسأليني بحبك ليه» ونجحت فسجلها على أسطوانة وأنتج له عبد الوهاب فيلم «تاكسي حنطورة»، كون شركة إنتاج مع واحدة من زوجاته نرجس شوقي وأنتج فيلم «الصيت ولا الغنى» ثم عاد وأنتج هو فيلم «5 من الحبايب» تتلمذ عليه شفيق جلال ومحمد رشدي ومحمد العزبي، من أشهر أغانيه «رمضان جانا» كلمات حسين طنطاوي، وألحان محمود الشريف.
من أغانيه الأخرى: "البحر زاد"، "يا ليلة بيضا"، "تسلم إيدين اللي اشترى"، "حبيتك وبحبك"، "قلت لا بوكي"، "يا حاسدين الناس"، "ساكن في حي السيدة"، "يا أهل المحبة"، "ودع هواك"، "اسأل مرة عليه"، "الناس المغرمين"، شفت حبيبي"، "مابيسألشي عليه أبدا"، "ودع هواك"، "بتسألني بحبك ليه"، و"أنا مالي"، "يا حبايب هللو"، كما غنى من ألحان الموسيقار فريد الأطرش وكلمات إسماعيل الحبروك أغنية الأفراح "ياليلة فرحنا طولي". بلغ رصيده ما يزيد عن ألف أغنية بداية من بتسألنى بحبك ليه ووصولا إلى اسأل على مرة. حصل على وسام الجمهورية من الرئيس عبد الناصر عام 1964.
محمد عبد المطلب (13/8/1910- 21/8/1980) اسمه الحقيقي هو: محمد عبد المطلب عبد العزيز الأحمر، مطرب عرف بأسلوبه المميز في الغناء
- عمل كورس في فرقة محمد عبد الوهاب
- تحول إلى مطرب مستقل في فرقة بديعة مصابني
- قدم مسرحية «يا حبيبتي يا مصر»
- أنتج فيلم «5 شارع الحبايب»
- أول أغنية أعطته الشهرة في أوائل الثلاثنيات اللي سجلها في شركة بيضافون أغنية: بتسأليني بحبك ليه

## أهم أغانيه
| - في قلبي غرام - إسأل مرة عليا - بتسأليني بحبك ليه - السبت فات - الناس المغرمين | - بياع الهوى راح فين - حبيتك وبحبك - ساكن في حي السيدة - غدار يا زمن - مابيسألش عليا أبدا | - ودع هواك ودع - يا حاسدين الناس مالكم ومال الناس - يا أهل المحبة - رمضان جانا - ياليلة فرحنا طولي |

## فيلموجرافيا
| - 5 شارع الحبايب:1971-الفنان طلب+ إنتاج - بنت الحتة:1964-طلب - تحت سماء المدينة:1961-مطرب - توحة:1958-المطرب - المتهم:1957 - شياطين الجو:1956 - دستة مناديل:1954-مغني في الكباريه | - بينى وبينك:1953 - عفريت عم عبده:1953 تمثيل+ غناء - بنت الأكابر:1953 - اديني عقلك:1952 - النمر:1952-غناء "حن" - ليلة غرام:1951-غناء لوحدك ليه+ صفر يا وابور - ابن الحلال:1951 تمثيل+ غناء | - لك يوم يا ظالم:1951 - أشكى لمين:1951-عامل الطنبورً - انتقام الحبيب:1951-غناء - خبر أبيض:1951-غناء أغنية (عمر اللي فات ما حيرجع تاني) - الصيت ولا الغنى:1948 تمثيل+ إنتاج - رجل المستقبل:1946 - ليلة الجمعة:1945-تمثيل + إنتاج | - الجيل الجديد:1945-عثمان - كازينو اللطافة:1945 - تاكسى حنطور:1945 - كدب في كدب:1944 تمثيل + إنتاج - علي بابا والأربعين حرامي:1942-حسن - خلف الحبايب:1939 - الأسوار العالية-غناء |

## روابط خارجية
- محمد عبد المطلب على موقع الدهليز
- محمد عبد المطلب على موقع قاعدة بيانات الأفلام العربية
- محمد عبد المطلب على موقع ميوزك برينز (الإنجليزية)